# Mučedníci z Laosu
Mučedníci z Laosu jsou skupina sedmnácti římských katolíků, zabitých mezi lety 1954–1970 v Laosu během tzv. vietnamské války členy komunistického hnutí Pathet Lao. Katolická církev je uctívá jako blahoslavené mučedníky.

## Historické okolnosti
Evangelizace Laosu byla francouzskými jezuity zahájena roku 1642, avšak díky problémům se první misijní stanice v Laosu objevovaly až v první polovině 19. století. Roku 1885 se katolická církev v Laosu stabilně usídlila.
Roku 1935 přišli do Laosu na misie francouzští členové kongregace Misionářů oblátů Panny Marie Neposkvrněné. Roku 1938 byly Svatým stolcem zřízeny apoštolské prefektury ve Vientiane a Luang Prabang a roku 1952 vznikl v Laosu apoštolský vikariát. Roku 1957 přišlo do Laosu prvních šest misionářů s Itálie. Roku 1953 získal Laos nezávislost, avšak začalo období vnitřních bojů, a to především díky aktivitě komunistického politického hnutí hnutí Pathet Lao. Roku 1959 bylo všem misionářům v Laosu Svatým stolcem nařízeno, aby Laos neopouštěli. Mnoho jich poté zahynulo mučednickou smrtí.

## Seznam mučedníků

### Francouzi
- bl. Jean-Baptiste Malo (1899–1954), kněz, člen Společenství zahraničních misií v Paříži (svátek 28. března).
- bl. René Dubroux (1914–1959), kněz, člen Společenství zahraničních misií v Paříži (svátek 19. prosince).
- bl. Louis Leroy (1923–1961), kněz, člen Misionářů oblátů Panny Marie Neposkvrněné (svátek 18. dubna).
- bl. Michel Coquelet (1931–1961), kněz, člen Misionářů oblátů Panny Marie Neposkvrněné (svátek 20. dubna).
- bl. Vincent L'Hénoret (1921–1961), kněz, člen Misionářů oblátů Panny Marie Neposkvrněné (svátek 11. května).
- bl. Noël Tenaud (1904–1961), kněz, člen Společenství zahraničních misií v Paříži (svátek 27. dubna).
- bl. Marcel Denis (1919–1961), kněz, člen Společenství zahraničních misií v Paříži (svátek 31. července).
- bl. Jean Wauthier (1926–1967), kněz, čelen Misionářů oblátů Panny Marie Neposkvrněné (svátek 16. prosince).
- bl. Lucien Galan (1921–1968), kněz, člen Společenství zahraničních misií v Paříži (svátek 12. května).
- bl. Joseph Boissel (1909–1969), kněz, člen Misionářů oblátů Panny Marie Neposkvrněné (svátek 5. července).[3][4]

### Italové
- bl. Mario Borzaga (1932–1960), kněz, člen Misionářů oblátů Panny Marie Neposkvrněné (svátek 25. dubna).[3][4]

### Laosané
- bl. Joseph Thao Tiên (1918–1954), kněz (svátek 2. června).
- bl. Paul Thoj Xyooj (1941–1960), katecheta (svátek 25. dubna).
- bl. Joseph Outhay Phongphumi (1933–1961), katecheta (svátek 27. dubna).
- bl. Thomas Khampheuane Inthirath (1952–1968), laik (svátek 12. května).
- bl. Luc Sy Manokoune (1938–1970), katecheta, bratranec kardinála Louise-Marie Ling Mangkhanekhounga (svátek 7. března).
- bl. Maisam Pho Inpèng (1934–1970), katecheta (svátek 7. března).[3][4]

## Úcta
Beatifikační proces Maria Borzaga a Paula Thoje Xyooje započal dne 22. prosince 2006, čímž obdrželi titul služebníci Boží. Dne 5. května 2015 podepsal papež František dekret o jejich mučednictví. Beatifikační proces ostatních mučedníků započal dne 18. ledna 2008, čímž taktéž obdrželi titul služebníci Boží. Dne 5. června 2015 podepsal papež František dekret o jejich mučednictví.
Blahořečeni byli společně dne 11. prosince 2016 v katedrále Nejsvětějšího Srdce Páně ve Vientiane. Obřadu předsedal jménem papeže Františka kardinál Orlando Beltran Quevedo.
Jejich památka je připomínána 16. prosince. Kromě toho má každý jednotlivý mučedník svátek v den svého úmrtí. Jsou patroni Laosu.